# Eleições estaduais na Bahia em 2014
As eleições estaduais na Bahia em 2014 ocorreram em 5 de outubro no estado da Bahia, como parte das eleições em 26 estados e no Distrito Federal. Foram eleitos o governador, o vice-governador, um senador, 39 deputados federais e 63 estaduais. Caso nenhum dos candidatos a governador recebesse mais da metade do votos válidos, um segundo turno seria realizado em 26 de outubro. Pela Constituição, o governador seria eleito para um mandato de quatro anos que se iniciou em 1.º de janeiro de 2015. Naquele ano a disputa pelo Palácio de Ondina aconteceu sob o contexto da sucessão do governador Jaques Wagner. Na eleição para senador estava em jogo a cadeira de João Durval Carneiro.

## Resultado da eleição para governador
| Candidatos a governador do estado | Candidatos a vice-governador | Número | Coligação                                                                                         | Votação   | Percentual |
| --------------------------------- | ---------------------------- | ------ | ------------------------------------------------------------------------------------------------- | --------- | ---------- |
| Rui Costa PT                      | João Leão PP                 | 13     | Pra Bahia Mudar Mais (PT, PP, PSD, PR, PDT, PTB, PCdoB, PMN)                                      | 3.558.975 | 54,53%     |
| Paulo Souto DEM                   | Joaci Góes PSDB              | 25     | Unidos pela Bahia (DEM, PSDB, PMDB, SD, PRB, PROS, PSC, PPS, PHS, PV, PRP, PSDC, PTC, PTN, PTdoB) | 2.440.409 | 37,39%     |
| Lídice da Mata PSB                | Eduardo Vasconcelos PSB      | 40     | Um Novo Caminho para a Bahia (PSB, PSL, PPL)                                                      | 432.379   | 6,62%      |
| Marcos Mendes PSOL                | Ronaldo Santos PSOL          | 50     | —                                                                                                 | 50.891    | 0,78%      |
| Rogério Tadeu da Luz PRTB         | Antônio de Andrade Neto PRTB | 28     | Por uma Bahia Livre e Justa (PRTB, PEN)                                                           | 27.781    | 0,43%      |
| Renata Mallet PSTU                | Carlos Nascimento PSTU       | 16     | —                                                                                                 | 16.788    | 0,26%      |

## Resultado da eleição para senador
| Candidatos a senador da República | Candidatos a suplente de senador                        | Número | Coligação                                                                                    | Votação   | Percentual |
| --------------------------------- | ------------------------------------------------------- | ------ | -------------------------------------------------------------------------------------------- | --------- | ---------- |
| Otto Alencar PSD                  | Abel Rebouças PDT Marizete Pereira PT                   | 555    | Pra Bahia Mudar Mais (PT, PP, PSD, PR, PDT, PTB, PCdoB, PMN)                                 | 3.341.111 | 55,88%     |
| Geddel Vieira Lima PMDB           | Eliel Lima Santana PSC Ricardo Grey Lemos PTC           | 150    | Unidos pela Bahia (DEM, PSDB, PMDB, SD, PRB, PROS, PSC, PPS, PV, PRP, PSDC, PTC, PTN, PTdoB) | 2.064.951 | 34,54%     |
| Eliana Calmon PSB                 | Juvêncio Ruy Neves PSB Edvaldo Mendes Araújo PSB        | 400    | Um Novo Caminho para a Bahia (PSB, PSL, PPL)                                                 | 502.928   | 8,41%      |
| Hamilton Assis PSOL               | Cesar Oliveira Carneiro PSOL José Nildo dos Santos PSOL | 500    | —                                                                                            | 54.105    | 0,90%      |
| Marcelo Evangelista Sousa PEN     | Mariana Nuno Marquez PEN Izete de Santa Cecília PEN     | 511    | Por uma Bahia Livre e Justa (PRTB, PEN)                                                      | 15.539    | 0,26%      |

## Eleição para governador
Segundo dados da Justiça Eleitoral, a campanha dos seis candidatos a governador na Bahia tem a sexta maior estimativa de despesas, dentre as campanhas estaduais em 2014.

### Candidaturas do primeiro turno
Seis candidaturas ao governo do estado foram registradas junto à justiça eleitoral, listados pela ordem numérica crescente do números dos candidatos titulares.
Dos 32 partidos políticos brasileiros em atividade, o Partido da Causa Operária (PCO) e o Partido Comunista Brasileiro (PCB) não apresentaram candidatura própria ou apoio nessa eleição. O Partido Humanista da Solidariedade (PHS) teve todos os registros de candidaturas na Bahia negados, por interferência do diretório nacional na decisão da convenção da seção baiana do partido.
|  | N.º | Candidato(a) a governador(a) | Candidato(a) a governador(a)                         | Candidato(a) a vice-governador(a) | Candidato(a) a vice-governador(a)                        | Coligação                                                                       | Duração da propaganda eleitoral |
|  | --- | ---------------------------- | ---------------------------------------------------- | --------------------------------- | -------------------------------------------------------- | ------------------------------------------------------------------------------- | ------------------------------- |
|  | 13  |                              | Rui Costa (PT) Rui Costa dos Santos                  |                                   | João Leão (PP) João Felipe de Souza Leão                 | "Pra Bahia Mudar Mais" - Partido Trabalhista Brasileiro (PTB)                   | 7min46s                         |
|  | 16  |                              | Renata Mallet (PSTU) Renata Mallet Guena             |                                   | Carlos Nascimento (PSTU) Carlos José Bispo do Nascimento | Partido não coligado - Partido Socialista dos Trabalhadores Unificado (PSTU)    | 1min6s                          |
|  | 25  |                              | Paulo Souto (DEM) Paulo Ganem Souto                  |                                   | Joaci Góes (PSDB) Joaci Fonseca de Góes                  | "Unidos pela Bahia" - Solidariedade (SD)                                        | 6min53s                         |
|  | 28  |                              | Da Luz (PRTB) Rogério Tadeu da Luz                   |                                   | Antônio Gomes de Andrade Neto (PRTB)                     | "Por uma Bahia Livre e Justa" - Partido Renovador Trabalhista Brasileiro (PRTB) | 1min9s                          |
|  | 40  |                              | Lídice da Mata (PSB) Lídice da Mata e Souza          |                                   | Eduardo Vasconcelos (PSB) Eduardo Lima Vasconcelos       | "Um Novo Caminho para a Bahia" - Partido Socialista Brasileiro (PSB)            | 1min51s                         |
|  | 50  |                              | Marcos Mendes (PSOL) Marcos Antonio Guimarães Mendes |                                   | Ronaldo Santos (PSOL) Ronaldo Santos Silva               | Partido não coligado - Partido Socialismo e Liberdade (PSOL)                    | 1min11s                         |

#### Rui Costa
Rui Costa é um dos fundadores do PT na Bahia, de origem sindical foi eleito vereador de Salvador em 2000, sendo reeleito em 2004. Em 2006, participou da coordenação da campanha de Jaques Wagner a Governador, se tornando secretário de Relações Institucionais do governo do estado da Bahia em 2007. Em 2010 foi eleito deputado federal, depois assumiu o comando da secretaria estadual da Casa Civil. Nessa eleição, o candidato lança a coligação "Pra Bahia Mudar Mais", com apoio do PP, PT, PSD, PDT, PR, PHS, PCdoB, PTB e PMN. A despeito da sua candidatura, houve um longo processo de escolha do nome que ia concorrer ao governo da Bahia. Quatro nomes foram especulados, além de Rui, estavam na disputa: Luiz Caetano (ex-prefeito de Camaçari), Sérgio Gabrielli (ex-presidente da Petrobras) e Walter Pinheiro, atual senador pela Bahia. O partido aprovou o nome de Rui como pré-candidato em 29 de novembro de 2013 e oficializou em 26 de junho de 2014.

#### Renata Mallet
Renata Mallet é bancária e a atual presidente do PSTU na Bahia. Se candidatou a vereadora de Salvador em 2012, sem sucesso. Nessa eleição, a candidata sai para a campanha sem coligação.

#### Paulo Souto
O candidato Paulo Souto é formado em Geologia pela Universidade Federal da Bahia e foi Secretário de Minas e Energia no segundo governo Antônio Carlos Magalhães e no governo João Durval sendo nomeado para comandar a Superintendência de Desenvolvimento do Nordeste em 1987 pelo presidente José Sarney. Filiado ao PFL foi eleito vice-governador da Bahia na chapa de Antônio Carlos Magalhães em 1990 e foi eleito governador em 1994 e 2002, além de ter conquistado um mandato de senador em 1998. O candidato lança a coligação "Unidos pela Bahia", que reúne DEM, PSDB, PMDB, SD, PTN, PROS, PRB, PSC, PTC, PV, PPS, PRP, PTdoB e PSDC. O nome da Paulo Souto na escolha pelo governo da Bahia foi fechado em 10 de abril de 2014 após várias discussões, que permitiu incluir na chapa de oposição o PMDB e PSDB que na Bahia eram adversários históricos na época do ex-senador e ex-governador Antônio Carlos Magalhães.

#### Da Luz
O candidato Da Luz é natural de Jundiaí (SP) e o atual presidente do PRTB no estado. Foi candidato nas eleições de 2002 ao governo da Bahia e a prefeito de Salvador na eleição municipal de 2004 e 2012, não conseguido os pleitos.  Nessa eleição, o candidato lança a coligação "Por uma Bahia Livre e Justa", formada por PRTB e PEN.

#### Lídice da Mata
Sobre Lídice da Mata, ela é formada em Economia pela Universidade Federal da Bahia e apesar de pertencer ao então clandestino PCdoB estreou na política pelo PMDB em 1982, quando foi eleita vereadora em Salvador e em 1986 foi eleita deputada federal. De volta ao PCdoB foi derrotada ao disputar o governo da Bahia em 1990, mas dois anos depois foi eleita prefeita de Salvador pelo PSDB. Filiada ao PSB, após deixar a prefeitura e a atual presidente do partido no estado, foi eleita deputada estadual em 1998 e 2002 e a seguir deputada federal e senadora. Nessa eleição, a senadora lançou candidatura pela coligação "Um Novo Caminho para a Bahia", que conta com PSB, PSL e PPL.

#### Marcos Mendes
Marcos Mendes é formado em Geologia pela Universidade Federal da Bahia, pós-graduado em Gestão Pública Municipal e Governamental e mestre em Geologia Ambiental. Em 2004 desfiliou-se do PT na Bahia para fundar o PSOL, da qual preside. Foi candidato a deputado federal nas eleições de 2006, a governador da Bahia em 2010 e a vereador nas eleições de 2008 e 2012, todas não conseguindo se eleger. Nessa eleição, o PSOL não se coligou a outro partido.

### Debates do primeiro turno
Para a eleição de 2014 ao governo do estado, alguns debates entre os candidatos foram realizados. O ciclo de debates eleitorais foi iniciado em 17 de julho de 2014 na Reitoria da Universidade Federal da Bahia (UFBA). Promovido pelo mestrado em Segurança Pública, Justiça e Cidadania da Faculdade de Direito da UFBA, com exceção do candidato governista Rui Costa, todos os outros cinco candidatos compareceram ao evento. Sob a mediação do vice-diretor da Faculdade de Direito Júlio César de Sá da Rocha, a discussão foi centralizada na questão da segurança pública.
Os candidatos voltaram a se encontrar em 29 de julho. Não foi um debate, por não permitir perguntas dos candidatos entre si, mas uma sabatina feita pela Academia de Letras da Bahia (ALB) e transmitida ao vivo pela TVE Bahia, em televisão aberta, e pelo portal do Instituto de Radiodifusão Educativa da Bahia (IRDEB), na internet. Realizado na sede da ALB, no bairro de Nazaré em Salvador, com mediação do acadêmico e poeta Luís Antonio Cajazeira Ramos, o evento foi no formato de perguntas sobre políticas culturais, em duas áreas: "Estrutura e Funcionamento da Cultura" e "Patrimônio, Memória e Contemporaneidade".
Em 2 de julho foi iniciada outra sabatina entre os candidatos, promovida pelos grupos A TARDE, Metrópole e TV Aratu (afiliada do SBT no estado) como parte do projeto Vota Bahia. O evento teve como mediador o jornalista Levi Vasconcelos na qual os candidatos foram sabatinados pelos jornalistas e responderam a perguntas de internautas enviadas por e-mail em dois blocos de 20 minutos. O programa foi gravado e exibido na íntegra na internet.
O primeiro debate televisionado iria ser transmitido pela Band Bahia. Marcado anteriormente para 14 de agosto, a morte em acidente aéreo de Eduardo Campos, então presidenciável pelo PSB, e o cancelamento da agenda de campanha da candidata pelo PSB Lídice da Mata por tempo indeterminado provocaram o adiamento. Foi remarcado para às 22h do dia 28 de agosto com todos os candidatos convidados, exceto a candidata Renata Mallet por não possuir representatividade na Câmara Federal.
| Data                   | Organizador(es)                               | Paulo Souto (DEM) | Lídice da Mata (PSB) | Rui Costa (PT) | Rogério Da Luz (PRTB) | Marcos Mendes (PSOL) | Renata Mallet (PSTU) |
| ---------------------- | --------------------------------------------- | ----------------- | -------------------- | -------------- | --------------------- | -------------------- | -------------------- |
| 28 de agosto de 2014   | TV Bandeirantes Bahia                         | Presente          | Presente             | Presente       | Presente              | Presente             | Não convidada        |
| 26 de setembro de 2014 | TV Record Bahia, R7, Rádio Sociedade da Bahia | Presente          | Presente             | Presente       | Presente              | Presente             | Presente             |
| 29 de setembro de 2014 | TV Aratu, A Tarde, Rádio Metrópole            | Presente          | Presente             | Presente       | Presente              | Presente             | Não convidada        |
| 30 de setembro de 2014 | TV Bahia, G1, CBN Salvador                    | Presente          | Presente             | Presente       | Presente              | Presente             | Não convidada        |

### Pesquisas de opinião
| Data                              | Instituto | Candidato ao Governo | Candidato ao Governo | Candidato ao Governo | Candidato ao Governo  | Candidato ao Governo | Candidato ao Governo | Candidato ao Governo | Candidato ao Governo |
| Data                              | Instituto | Paulo Souto (DEM)    | Lídice da Mata (PSB) | Rui Costa (PT)       | Rogério Da Luz (PRTB) | Marcos Mendes (PSOL) | Renata Mallet (PSTU) | Brancos ou Nulos     | Nenhum ou Não sabe   |
| --------------------------------- | --------- | -------------------- | -------------------- | -------------------- | --------------------- | -------------------- | -------------------- | -------------------- | -------------------- |
| 5 de outubro de 2014 boca de urna | Ibope     | 39%                  | 9%                   | 49%                  | 1%                    | 1%                   | 1%                   | —                    | —                    |
| 4 de outubro de 2014              | Ibope     | 46%                  | 5%                   | 46%                  | 1%                    | 1%                   | 1%                   | 10%                  | 12%                  |
| 30 de setembro de 2014            | Babesp    | 35,05%               | 6,16%                | 34,15%               | 0,5%                  | 0,35%                | 0,55%                | 0,35%                | 14,52%               |
| 24 de setembro de 2014            | Ibope     | 43%                  | 7%                   | 27%                  | <1%                   | 1%                   | 1%                   | 10%                  | 11%                  |
| 22 de setembro de 2014            | Babesp    | 37%                  | 9%                   | 28%                  | —                     | —                    | —                    | —                    | —                    |
| 10 de setembro de 2014            | Ibope     | 46%                  | 6%                   | 24%                  | 1%                    | 1%                   | <1%                  | 11%                  | 11%                  |
| 9 de setembro de 2014             | Babesp    | 39%                  | 9%                   | 27%                  | <1%                   | <1%                  | <1%                  | 7%                   | 13%                  |
| 4 de setembro de 2014             | Sensus    | 43%                  | 10%                  | 16%                  | 1%                    | 1%                   | 1%                   | 14%                  | 14%                  |
| 27 de agosto de 2014              | Babesp    | 41%                  | 12%                  | 21%                  | —                     | —                    | —                    | —                    | —                    |
| 27 de agosto de 2014              | Ibope     | 44%                  | 9%                   | 15%                  | 1%                    | <1%                  | 1%                   | 16%                  | 14%                  |
| 15 de agosto de 2014              | Ipespe    | 47%                  | 9%                   | 14%                  | 2%                    | 1%                   | 1%                   | 13%                  | 13%                  |
| 13 de agosto de 2014              | Bapesp    | 40%                  | 13%                  | 16%                  | 1%                    | 2%                   | 1%                   | 11%                  | 18%                  |
| 23 de julho de 2014               | Ibope     | 42%                  | 11%                  | 8%                   | 2%                    | 1%                   | 1%                   | 18%                  | 17%                  |
| 27 de maio de 2014                | Ibope     | 42%                  | 11%                  | 9%                   | 2%                    | 1%                   | —                    | 19%                  | 16%                  |

### Resultado do primeiro turno
| Candidato(a)           | Vice                      | 1.º Turno 5 de outubro de 2014 | 1.º Turno 5 de outubro de 2014 |
| Candidato(a)           | Vice                      | Votação                        | Votação                        |
| Candidato(a)           | Vice                      | Total                          | Porcentagem                    |
| ---------------------- | ------------------------- | ------------------------------ | ------------------------------ |
| Rui Costa (PT)         | João Leão (PP)            | 3 558 975                      | 54.53%                         |
| Paulo Souto (DEM)      | Joaci Góes (PSDB)         | 2.440.409                      | 37,39%                         |
| Lídice da Mata (PSB)   | Eduardo Vasconcelos (PSB) | 432 379                        | 6.62%                          |
| Marcos Mendes (PSOL)   | Ronaldo Santos (PSOL)     | 50 891                         | 0.78%                          |
| Da Luz (PRTB)          | Neto (PRTB)               | 27 781                         | 0.43%                          |
| Renata Mallet (PSTU)   | Carlos Nascimento (PSTU)  | 16 788                         | 0.26%                          |
| Total de votos válidos | Total de votos válidos    | 6.527.223                      | 83,48%                         |
| → Votos nulos          | → Votos nulos             | 794.912                        | 10,17%                         |
| → Votos em branco      | → Votos em branco         | 496.697                        | 6,35%                          |
| Total                  | Total                     | 7.818.832                      | 76,81%                         |
| Abstenções             | Abstenções                | 2.360.558                      | 23,19%                         |
| Total de inscritos     | Total de inscritos        | 10.179.390                     | 100,00%                        |

| Primeiro Turno - Esquema Gráfico | Primeiro Turno - Esquema Gráfico | Primeiro Turno - Esquema Gráfico | Primeiro Turno - Esquema Gráfico | Primeiro Turno - Esquema Gráfico |
| -------------------------------- | -------------------------------- | -------------------------------- | -------------------------------- | -------------------------------- |
|                                  |                                  |                                  |                                  |                                  |
| Rui Costa                        | Rui Costa                        |                                  | 54,53%                           | 54,53%                           |
| Paulo Souto                      | Paulo Souto                      |                                  | 37,39%                           | 37,39%                           |
| Lídice da Mata                   | Lídice da Mata                   |                                  | 6,62%                            | 6,62%                            |
| Marcos Mendes                    | Marcos Mendes                    |                                  | 0,78%                            | 0,78%                            |
| Da Luz                           | Da Luz                           |                                  | 0,43%                            | 0,43%                            |
| Renata Mallet                    | Renata Mallet                    |                                  | 0,26%                            | 0,26%                            |
| Brancos e Nulos                  | Brancos e Nulos                  |                                  | 16,52%                           | 16,52%                           |
| Abstenções                       | Abstenções                       |                                  | 23,19%                           | 23,19%                           |

## Eleição para senador

### Candidaturas
Cinco candidaturas à vaga no Senado foram registradas junto à justiça eleitoral, e abaixo estão listados pela ordem numérica crescente do números dos candidatos titulares.
|  | N.º | Candidato(a) a senador(a) | Candidato(a) a senador(a)                            | Candidato(a)s a suplentes de senador(a)                                                         | Coligação                                                            | Duração da propaganda eleitoral |
|  | --- | ------------------------- | ---------------------------------------------------- | ----------------------------------------------------------------------------------------------- | -------------------------------------------------------------------- | ------------------------------- |
|  | 150 |                           | Geddel Vieira Lima (PMDB) Geddel Quadros Vieira Lima | Eliel Lima Santana (PSC) 1.º suplente Ricardo Grey de Araújo Lemos (PTC) 2.º suplente           | "Unidos pela Bahia" - Solidariedade (SD)                             | 3min33s                         |
|  | 400 |                           | Eliana Calmon (PSB) Eliana Calmon Alves              | Juvêncio Ruy Cardoso Neves (PSB) 1.º suplente Edvaldo Mendes Araújo (PSB) 2.º suplente          | "Um novo caminho para a Bahia" - Partido Socialista Brasileiro (PSB) | 1min2s                          |
|  | 500 |                           | Hamilton Assis (PSOL) Hamilton Moreira de Assis      | César Oliveira Carneiro (PSOL) 1.º suplente José Nildo Rodrigues dos Santos (PSOL) 2.º suplente | Partido não coligado - Partido Socialismo e Liberdade (PSOL)         | 42s                             |
|  | 511 |                           | Marcelo Evangelista (PEN)                            | Mariana Nuno (PEN) 1.º suplente Mario César da Silva (PEN) 2.º suplente                         | "Por uma Bahia Livre e Justa" - Partido Ecológico Nacional (PEN)     | 41s                             |
|  | 555 |                           | Otto Alencar (PSD) Otto Roberto Mendonça de Alencar  | Abel Rebouças São José (PDT) 1.º suplente Marizete Lisboa Fernandes Pereira (PT) 2.º suplente   | "Pra Bahia Mudar Mais" - Partido Trabalhista Brasileiro (PTB)        | 4min                            |

### Debates
| Data                   | Organizador(es)              | Geddel Vieira Lima (PMDB) | Otto Alencar (PSD) | Eliana Calmon (PSB) | Hamilton Assis (PSOL) | Marcelo Evangelista (PEN) |
| ---------------------- | ---------------------------- | ------------------------- | ------------------ | ------------------- | --------------------- | ------------------------- |
| 26 de setembro de 2014 | TV Aratu, A Tarde, Metrópole | Presente                  | Presente           | Presente            | Presente              | Presente                  |

### Pesquisas de opinião
| Data                              | Instituto | Candidato ao Senado       | Candidato ao Senado | Candidato ao Senado | Candidato ao Senado   | Candidato ao Senado       | Candidato ao Senado | Candidato ao Senado | Candidato ao Senado |
| Data                              | Instituto | Geddel Vieira Lima (PMDB) | Otto Alencar (PSD)  | Eliana Calmon (PSB) | Hamilton Assis (PSOL) | Marcelo Evangelista (PEN) | Brancos ou Nulos    | Nenhum ou Não sabe  |                     |
| --------------------------------- | --------- | ------------------------- | ------------------- | ------------------- | --------------------- | ------------------------- | ------------------- | ------------------- | ------------------- |
| 5 de outubro de 2014 boca de urna | Ibope     | 37%                       | 51%                 | 8%                  | 3%                    | 1%                        | —                   | —                   |                     |
| 4 de outubro de 2014              | Ibope     | 43%                       | 47%                 | 5%                  | 1%                    | 1%                        | 12%                 | 17%                 |                     |
| 25 de setembro de 2014            | Ibope     | 33%                       | 29%                 | 4%                  | 1%                    | 1%                        | 14%                 | 18%                 |                     |
| 11 de setembro de 2014            | Ibope     | 36%                       | 27%                 | 4%                  | 2%                    | 2%                        | 13%                 | 16%                 |                     |
| 4 de setembro de 2014             | Sensus    | 32%                       | 18%                 | 4%                  | 3%                    | 2%                        | —                   | —                   |                     |
| 27 de agosto de 2014              | Babesp    | 36%                       | 18%                 | 6%                  | —                     | —                         | —                   | —                   |                     |
| 27 de agosto de 2014              | Ibope     | 35%                       | 17%                 | 4%                  | 1%                    | 1%                        | 20%                 | 21%                 |                     |
| 15 de agosto de 2014              | Ipespe    | 36%                       | 19%                 | 6%                  | 2%                    | 3%                        | 17%                 | 19%                 |                     |
| 23 de julho de 2014               | Ibope     | 34%                       | 17%                 | 5%                  | 1%                    | 1%                        | 19%                 | 23%                 |                     |
| 27 de maio de 2014                | Ibope     | 34%                       | 14%                 | 5%                  | 2%                    | —                         | 19%                 | 26%                 |                     |

### Resultado
| Candidato(a)              | Suplentes                                         | 5 de outubro de 2014 | 5 de outubro de 2014 |
| Candidato(a)              | Suplentes                                         | Votação              | Votação              |
| Candidato(a)              | Suplentes                                         | Total                | Porcentagem          |
| ------------------------- | ------------------------------------------------- | -------------------- | -------------------- |
| Otto Alencar (PSD)        | 1.º: Abel Rebouças (PDT) 2.º: Marizete Lisboa(PT) | 3.341.111            | 55,88%               |
| Geddel Vieira Lima (PMDB) | 1.º: Eliel Santana (PSC) 2.º: Ricardo Grey (PTC)  | 2.064.951            | 34,54%               |
| Eliana Calmon (PSB)       | 1.º: Juvêncio Ruy (PSB) 2.º: Zulu Araújo (PSB)    | 502.928              | 8,41%                |
| Hamilton Assis (PSOL)     | 1.º: Cesar Carneiro (PSOL) 2.º: José Nildo (PSOL) | 54.105               | 0,90%                |
| Marcelo Evangelista (PEN) | 1.º: Mariana Nuno (PEN) 2.º: Zete (PEN)           | 15.539               | 0,26%                |
| Total de votos válidos    | Total de votos válidos                            | 5.978.634            | 76,46%               |
| → Votos nulos             | → Votos nulos                                     | 1.106.584            | 14,15%               |
| → Votos em branco         | → Votos em branco                                 | 733.614              | 9,38%                |
| Total                     | Total                                             | 7.818.832            | 76,81%               |
| Abstenções                | Abstenções                                        | 2.360.558            | 23,19%               |
| Total de inscritos        | Total de inscritos                                | 10.179.390           | 100,00%              |

| Primeiro Turno - Esquema Gráfico | Primeiro Turno - Esquema Gráfico | Primeiro Turno - Esquema Gráfico | Primeiro Turno - Esquema Gráfico | Primeiro Turno - Esquema Gráfico |
| -------------------------------- | -------------------------------- | -------------------------------- | -------------------------------- | -------------------------------- |
|                                  |                                  |                                  |                                  |                                  |
| Otto Alencar                     | Otto Alencar                     |                                  | 55,88%                           | 55,88%                           |
| Geddel Vieira Lima               | Geddel Vieira Lima               |                                  | 34,54%                           | 34,54%                           |
| Eliana Calmon                    | Eliana Calmon                    |                                  | 8,41%                            | 8,41%                            |
| Hamilton Assis                   | Hamilton Assis                   |                                  | 0,90%                            | 0,90%                            |
| Marcelo Evangelista              | Marcelo Evangelista              |                                  | 0,26%                            | 0,26%                            |
| Brancos e Nulos                  | Brancos e Nulos                  |                                  | 23,53%                           | 23,53%                           |
| Abstenções                       | Abstenções                       |                                  | 23,19%                           | 23,19%                           |

## Eleição para deputados federais
A Bahia possui 39 cadeiras na Câmara dos Deputados do Brasil que foram disputadas em 2014. Dos ocupantes em 2013, 33 deles se candidataram à reeleição. Dos outros 6, apenas um não concorreu a nenhum cargo nessa eleição. Foram registradas seis coligações: Um Novo Caminho para a Bahia (PSB, PSL, PPL), PHS-PMN-PTdoB, Unidos por uma Bahia Melhor (DEM, PMDB, PSDB, PTN, SD, PROS, PRB, PSC, PHS), Mais Mudanças, Novas Conquistas (PP, PDT, PT, PTB, PR, PSD, PCdoB); Juntos Somos Fortes (PTdoB, PPS, PSDC, PTC, PV, PRP), e Por uma Bahia Livre e Justa (PRTB, PEN). Já o PSOL e o PSTU não formaram coligações, concorrendo isoladamente. 336 candidaturas foram registradas, o que significa uma concorrência de 8,6 candidatos por vaga.

### Resultado
Na Bahia foram trinta e nove (39) deputados federais eleitos. A partir dos 6.641.666 votos válidos e das 39 vagas em disputa, o quocientes eleitoral da eleição de um deputado em 2014 foi de 170.299 votos, ou seja, mínimo para eleição de um contando os votos na coligação ou partido não coligado.
Das coligações formadas, quatro delas elegeram deputados federais: Um Novo Caminho para a Bahia, Unidos por uma Bahia Melhor, Mais Mudanças, Novas Conquistas e Juntos Somos Fortes.
| Coligação e partidos                                                     | Quocientes partidário (vagas conquistadas) | 5 de outubro de 2014 | 5 de outubro de 2014 |
| Coligação e partidos                                                     | Quocientes partidário (vagas conquistadas) | Votação              | Votação              |
| Coligação e partidos                                                     | Quocientes partidário (vagas conquistadas) | Total                | Porcentagem          |
| ------------------------------------------------------------------------ | ------------------------------------------ | -------------------- | -------------------- |
| "Mais Mudanças, Novas Conquistas" - Partido Trabalhista Brasileiro (PTB) | 23                                         |                      |                      |
| "Unidos por uma Bahia Melhor" - Solidariedade (SD)                       | 14                                         |                      |                      |
| "Um Novo Caminho para a Bahia" - Partido Socialista Brasileiro (PSB)     | 1                                          |                      |                      |
| "Juntos Somos Fortes" - Partido Verde (PV)                               | 1                                          |                      |                      |
| → Votos nominais                                                         | → Votos nominais                           | 6.010.974            | 90,50%               |
| → Votos de legenda                                                       | → Votos de legenda                         | 630.692              | 9,50%                |
| Total de votos válidos                                                   | Total de votos válidos                     | 6.641.666            | 84,94%               |
| → Votos nulos                                                            | → Votos nulos                              | 552.669              | 7,07%                |
| → Votos em branco                                                        | → Votos em branco                          | 624.497              | 7,99%                |
| Total                                                                    | Total                                      | 7.818.832            | 76,81%               |
| Abstenções                                                               | Abstenções                                 | 2.360.558            | 23,19%               |
| Total de inscritos                                                       | Total de inscritos                         | 10.179.390           | 100,00%              |

#### Deputados federais eleitos
A tabela abaixo mostra somente os 39 deputados federais eleitos.

Representação eleita
  PT: 8
  PP: 4
  DEM: 4
  PSD: 4
  PSDB: 3
  PTB: 2
  PCdoB: 2
  PRB: 2
  PR: 2
  PSC: 2
  PMDB: 1
  PDT: 1
  PSB: 1
  SD: 1
  PTN: 1
  PTC: 1

Fonteː
| Candidato (a)             | Número | Coligação                       | Votos   | %     |
| ------------------------- | ------ | ------------------------------- | ------- | ----- |
| Lúcio Vieira Lima (PMDB)  | 1518   | Unidos Por Uma Bahia Melhor     | 222.164 | 3,35% |
| Mário Negromonte Jr. (PP) | 1111   | Mais Mudanças, Novas Conquistas | 169.215 | 2,55% |
| Irmão Lázaro (PSC)        | 2020   | Unidos Por Uma Bahia Melhor     | 161.438 | 2,43% |
| Antonio Brito (PTB)       | 1410   | Mais Mudanças, Novas Conquistas | 159.840 | 2,41% |
| Ronaldo Carletto (PP)     | 1346   | Mais Mudanças, Novas Conquistas | 148.628 | 2,24% |
| Daniel Almeida (PCdoB)    | 6565   | Mais Mudanças, Novas Conquistas | 135.382 | 2,04% |
| Felix Jr. (PDT)           | 1234   | Mais Mudanças, Novas Conquistas | 130.583 | 1,97% |
| Caetano (PT)              | 1300   | Mais Mudanças, Novas Conquistas | 125.862 | 1,90% |
| Cacá Leão (PP)            | 1115   | Mais Mudanças, Novas Conquistas | 125.605 | 1,89% |
| Jorge Solla (PT)          | 1313   | Mais Mudanças, Novas Conquistas | 125.159 | 1,88% |
| Valmir Assunção (PT)      | 1310   | Mais Mudanças, Novas Conquistas | 123.284 | 1,86% |
| Antônio Imbassahy (PSDB)  | 4555   | Unidos Por Uma Bahia Melhor     | 120.479 | 1,81% |
| João Gualberto (PSDB)     | 4567   | Unidos Por Uma Bahia Melhor     | 117.671 | 1,77% |
| Márcio Marinho (PRB)      | 1010   | Unidos Por Uma Bahia Melhor     | 117.470 | 1,77% |
| Tia Eron (PRB)            | 1012   | Unidos Por Uma Bahia Melhor     | 116.912 | 1,76% |
| Waldenor Pereira (PT)     | 1322   | Mais Mudanças, Novas Conquistas | 114.965 | 1,73% |
| João Bacelar (PR)         | 2288   | Mais Mudanças, Novas Conquistas | 111.643 | 1,68% |
| Pelegrino (PT)            | 1346   | Mais Mudanças, Novas Conquistas | 111.252 | 1,68% |
| Roberto Britto (PP)       | 1123   | Mais Mudanças, Novas Conquistas | 110.822 | 1,67% |
| Paulo Azi (DEM)           | 2526   | Unidos Por Uma Bahia Melhor     | 110.662 | 1,67% |
| Jutahy Magalhães (PSDB)   | 4545   | Unidos Por Uma Bahia Melhor     | 108.476 | 1,63% |
| José Nunes (PSD)          | 5577   | Mais Mudanças, Novas Conquistas | 105.776 | 1,59% |
| Aleluia (DEM)             | 2555   | Unidos Por Uma Bahia Melhor     | 101.924 | 1,53% |
| José Rocha (PR)           | 2222   | Mais Mudanças, Novas Conquistas | 101.663 | 1,53% |
| Josias Gomes (PT)         | 1312   | Mais Mudanças, Novas Conquistas | 98.871  | 1,49% |
| Bebeto (PSB)              | 4013   | Um Novo Caminho Para a Bahia    | 96.134  | 1,45% |
| Arthur Maia (SD)          | 7712   | Unidos Por Uma Bahia Melhor     | 95.698  | 1,44% |
| João Carlos Bacelar (PTN) | 1919   | Unidos Por Uma Bahia Melhor     | 95.158  | 1,43% |
| Claudio Cajado (DEM)      | 2522   | Unidos Por Uma Bahia Melhor     | 89.118  | 1,34% |
| Elmar (DEM)               | 2552   | Unidos Por Uma Bahia Melhor     | 88.334  | 1,33% |
| Sérgio Brito (PSD)        | 5580   | Mais Mudanças, Novas Conquistas | 83.658  | 1,26% |
| Afonso Florence (PT)      | 1301   | Mais Mudanças, Novas Conquistas | 82.661  | 1,24% |
| Moema Gramacho (PT)       | 1363   | Mais Mudanças, Novas Conquistas | 81.414  | 1,23% |
| Paulo Magalhães (PSD)     | 5529   | Mais Mudanças, Novas Conquistas | 77.045  | 1,16% |
| Erivelton Santana (PSC)   | 2012   | Unidos Por Uma Bahia Melhor     | 74.836  | 1,13% |
| Alice Portugal (PCdoB)    | 6522   | Mais Mudanças, Novas Conquistas | 72.682  | 1,09% |
| José Carlos Araujo (PSD)  | 5500   | Mais Mudanças, Novas Conquistas | 72.013  | 1,08% |
| Benito Gama (PTB)         | 1400   | Mais Mudanças, Novas Conquistas | 71.372  | 1,07% |
| Uldurico Junior (PTC)     | 3637   | Juntos Somos Fortes             | 39.904  | 0,60% |

## Eleição para deputados estaduais
O corpo legislativo da Assembleia Legislativa da Bahia é composto por 63 deputados estaduais, cujas todas as vagas foram disputados em 2014.
Foram registradas seis coligações: Um Novo Caminho para a Bahia (PSB, PSL, PPL), Pra Bahia seguir Mudando (PMN), Unidos para uma Bahia Melhor (DEM, PMDB, PSDB, PTN, SD, PROS, PRB, PSC, PHS), Pra Bahia Avançar Mais (PP, PDT, PT, PTB, PR, PSD); Juntos Somos Fortes (PTdoB, PPS, PSDC, PTC, PV, PRP), e Por uma Bahia Livre e Justa (PRTB, PEN). Já o PSOL, PCdoB e o PSTU não formaram coligações, concorrendo isoladamente.

### Resultado
Na Bahia foram eleitos sessenta e três (63) deputados estaduais. A partir dos 6.830.468 votos válidos e das 63 vagas em disputa, o quocientes eleitoral da eleição de um deputado em 2014 foi de 108.420 votos, ou seja, mínimo para eleição de um contando os votos na coligação ou partido não coligado.
Conquistaram vagas na Casa quatro coligações: Um Novo Caminho para a Bahia, Unidos para uma Bahia Melhor, Pra Bahia Avançar Mais e Juntos Somos Fortes. Já o PCdoB não formou coligações e elegeu três membros.
| Coligação e partidos                                                 | Quocientes partidário (vagas conquistadas) | 5 de outubro de 2014 | 5 de outubro de 2014 |
| Coligação e partidos                                                 | Quocientes partidário (vagas conquistadas) | Votação              | Votação              |
| Coligação e partidos                                                 | Quocientes partidário (vagas conquistadas) | Total                | Porcentagem          |
| -------------------------------------------------------------------- | ------------------------------------------ | -------------------- | -------------------- |
| "Pra Bahia Avançar Mais" - Partido Trabalhista Brasileiro (PTB)      | 30                                         |                      |                      |
| "Unidos para uma Bahia Melhor" - Solidariedade (SD)                  | 23                                         |                      |                      |
| "Juntos Somos Fortes" - Partido Verde (PV)                           | 4                                          |                      |                      |
| "Um Novo Caminho para a Bahia" - Partido Socialista Brasileiro (PSB) | 3                                          |                      |                      |
| "Partido não coligado" - Partido Comunista do Brasil (PCdoB)         | 3                                          |                      |                      |
| → Votos nominais                                                     | → Votos nominais                           | 6.026.453            | 88,23%               |
| → Votos de legenda                                                   | → Votos de legenda                         | 804.015              | 11,77%               |
| Total de votos válidos                                               | Total de votos válidos                     | 6.830.468            | 87,36%               |
| → Votos nulos                                                        | → Votos nulos                              | 470.603              | 6,02%                |
| → Votos em branco                                                    | → Votos em branco                          | 517.761              | 6,62%                |
| Total                                                                | Total                                      | 7.818.832            | 76,81%               |
| Abstenções                                                           | Abstenções                                 | 2.360.558            | 23,19%               |
| Total de inscritos                                                   | Total de inscritos                         | 10.179.390           | 100,00%              |

#### Deputados estaduais eleitos
A tabela abaixo mostra somente os 63 deputados estaduais eleitos.

Representação eleita
  PT: 11
  PSD: 8
  DEM: 6
  PMDB: 6
  PP: 5
  PDT: 5
  PSDB: 3
  PTN: 3
  PCdoB: 3
  PSC: 2
  PRB: 2
  PV: 2
  PRP: 2
  PSB: 2
  PSL: 1
  PR: 1
  PROS: 1

Fonteː
| Candidato (a)                  | Número | Coligação                    | Votos   | %     |
| ------------------------------ | ------ | ---------------------------- | ------- | ----- |
| Marcelo Nilo (PDT)             | 12333  | Pra Bahia Avançar Mais       | 148.690 | 2,18% |
| Pastor Sargento Isidório (PSC) | 20000  | Unidos Para Uma Bahia Melhor | 123.234 | 1,80% |
| Soldado Prisco (PSDB)          | 45190  | Unidos Para Uma Bahia Melhor | 108.041 | 1,58% |
| Rogerio Andrade (PSD)          | 55444  | Pra Bahia Avançar Mais       | 96.550  | 1,41% |
| Fábio Souto (DEM)              | 25110  | Unidos Para Uma Bahia Melhor | 92.170  | 1,35% |
| Bruno Reis (PMDB)              | 15333  | Unidos Para Uma Bahia Melhor | 89.607  | 1,31% |
| Zé Neto (PT)                   | 13123  | Pra Bahia Avançar Mais       | 88.817  | 1,30% |
| Zé Raimundo (PT)               | 13222  | Pra Bahia Avançar Mais       | 84.969  | 1,24% |
| Sidelvan Nóbrega (PRB)         | 10123  | Unidos Para Uma Bahia Melhor | 83.901  | 10123 |
| Sandro Regis (DEM)             | 25555  | Unidos Para Uma Bahia Melhor | 83.355  | 1,22% |
| Rosemberg Pinto (PT)           | 13444  | Pra Bahia Avançar Mais       | 83.179  | 1,22% |
| Pastor José de Arimateia (PRB) | 10456  | Unidos Para Uma Bahia Melhor | 81.097  | 1,19% |
| Eduardo Salles (PP)            | 11222  | Pra Bahia Avançar Mais       | 78.331  | 1,15% |
| Pedro Tavares (PMDB)           | 15678  | Unidos Para Uma Bahia Melhor | 77.964  | 1,14% |
| Antonio Henrique Junior (PP)   | 11011  | Pra Bahia Avançar Mais       | 74.909  | 1,10% |
| Angelo Coronel (PSD)           | 55255  | Pra Bahia Avançar Mais       | 74.592  | 1,09% |
| Tom Araújo (DEM)               | 25161  | Unidos Para Uma Bahia Melhor | 71.868  | 1,05% |
| Adolfo Menezes (PSD)           | 55111  | Pra Bahia Avançar Mais       | 70.819  | 1,04% |
| Targino Machado (DEM)          | 25456  | Unidos Para Uma Bahia Melhor | 67.574  | 0,99% |
| Nelson Leal (PSL)              | 17777  | Um Novo Caminho Para a Bahia | 66.051  | 0,97% |
| Leur Lomanto Jr. (PMDB)        | 15015  | Unidos Para Uma Bahia Melhor | 62.039  | 0,91% |
| Roberto Carlos (PDT)           | 12345  | Pra Bahia Avançar Mais       | 61.954  | 0,91% |
| Robério Oliveira (PSD)         | 55789  | Pra Bahia Avançar Mais       | 60.931  | 0,89% |
| Ivana Bastos (PSD)             | 55456  | Pra Bahia Avançar Mais       | 60.899  | 0,89% |
| Adolfo Viana (PSDB)            | 45450  | Unidos Para Uma Bahia Melhor | 60.890  | 0,89% |
| Alan Sanches (PSD)             | 55000  | Pra Bahia Avançar Mais       | 60.872  | 0,89% |
| Aderbal Caldas (PP)            | 11111  | Pra Bahia Avançar Mais       | 58.846  | 0,86% |
| Luciano Simões (PMDB)          | 15123  | Unidos Para Uma Bahia Melhor | 58.319  | 0,85% |
| Fátima Nunes (PT)              | 13567  | Pra Bahia Avançar Mais       | 57.057  | 0,84% |
| Augusto Castro (PSDB)          | 45670  | Unidos Para Uma Bahia Melhor | 55.652  | 0,81% |
| Reinaldo Braga (PR)            | 22222  | Pra Bahia Avançar Mais       | 53.743  | 0,79% |
| Pablo Barrozo (DEM)            | 25678  | Unidos Para Uma Bahia Melhor | 52.870  | 0,77% |
| Euclides Fernandes (PDT)       | 12393  | Pra Bahia Avançar Mais       | 52.140  | 0,76% |
| Neusa Cadore (PT)              | 13690  | Pra Bahia Avançar Mais       | 51.823  | 0,76% |
| Fabrício Falcão (PCdoB)        | 65333  | Sem Coligação                | 51.533  | 0,75% |
| Alan Castro (PTN)              | 19700  | Unidos Para Uma Bahia Melhor | 51.126  | 0,75% |
| Paulo Rangel (PT)              | 13113  | Pra Bahia Avançar Mais       | 49.808  | 0,73% |
| Hildécio Meireles (PMDB)       | 15456  | Unidos Para Uma Bahia Melhor | 48.143  | 0,70% |
| Luiz Augusto (PP)              | 11000  | Pra Bahia Avançar Mais       | 47.831  | 0,70% |
| Carlos Geilson (PTN)           | 19170  | Unidos Para Uma Bahia Melhor | 47.401  | 0,69% |
| Robinho (PP)                   | 11444  | Pra Bahia Avançar Mais       | 46.876  | 0,69% |
| Alex Lima (PTN)                | 19123  | Unidos Para Uma Bahia Melhor | 46.604  | 0,68% |
| Maria del Carmen (PT)          | 13131  | Pra Bahia Avançar Mais       | 46.543  | 0,68% |
| Vitor Bonfim (PDT)             | 12700  | Pra Bahia Avançar Mais       | 45.887  | 0,67% |
| Carlos Ubaldino (PSD)          | 55123  | Pra Bahia Avançar Mais       | 45.548  | 0,67% |
| Alex da Piatã (PMDB)           | 15150  | Unidos Para Uma Bahia Melhor | 45.519  | 0,67% |
| Vando (PSC)                    | 20777  | Unidos Para Uma Bahia Melhor | 45.347  | 0,66% |
| Paulo Câmera (PDT)             | 12580  | Pra Bahia Avançar Mais       | 44.978  | 0,66% |
| Luciano Ribeiro (DEM)          | 25025  | Unidos Para Uma Bahia Melhor | 44.957  | 0,66% |
| Gika Lopes (PT)                | 13234  | Pra Bahia Avançar Mais       | 43.894  | 0,64% |
| Joseildo Ramos (PT)            | 13139  | Pra Bahia Avançar Mais       | 43.211  | 0,63% |
| Luiza Maia (PT)                | 13467  | Pra Bahia Avançar Mais       | 42.037  | 0,62% |
| David Rios (PROS)              | 90900  | Unidos Para Uma Bahia Melhor | 41.777  | 0,61% |
| Angela Sousa (PSD)             | 55055  | Pra Bahia Avançar Mais       | 41.013  | 0,60% |
| Marquinhos Viana (PV)          | 43888  | Juntos Somos Fortes          | 40.019  | 0,59% |
| Marcelino Galo (PT)            | 13140  | Pra Bahia Avançar Mais       | 39.360  | 0,58% |
| Jurandy Oliveira (PRP)         | 44444  | Juntos Somos Fortes          | 38.225  | 0,56% |
| Manasses (PSB)                 | 40190  | Um Novo Caminho Para a Bahia | 36.023  | 0,53% |
| Marcell Moraes (PV)            | 43043  | Juntos Somos Fortes          | 35.771  | 0,52% |
| Janio Natal (PRP)              | 44044  | Juntos Somos Fortes          | 35.421  | 0,52% |
| Zó (PCdoB)                     | 65456  | Sem Coligação                | 33.973  | 0,50% |
| Bobô (PCdoB)                   | 65888  | Sem Coligação                | 27.242  | 0,40% |
| Fabiola Mansur (PSB)           | 40040  | Um Novo Caminho Para a Bahia | 22.317  | 0,33% |